# Harsány
Harsány là một thị trấn thuộc hạt Borsod-Abaúj-Zemplén, Hungary. Thị trấn này có diện tích 36,53 km², dân số năm 2010 là 2019 người, mật độ 55 người/km².